# Love Will Set You Free
Love Will Set You Free är en musiksingel från den brittiska sångaren Engelbert Humperdinck och som var Storbritanniens bidrag i Eurovision Song Contest 2012 i Baku i Azerbajdzjan. Låten är skriven och producerad av Martin Terefe och Sacha Skarbek.
Låten spelades in i London, Los Angeles och Nashville. Musikvideon började filmas den 13 mars. Låten presenterades för första gången den 19 mars tillsammans med den tillhörande musikvideon. Storbritannien var därmed sist ut med att presentera sitt bidrag och var det enda landet som gjorde det den sista dagen. San Marinos bidrag diskvalificerades dock den 18 mars och fick fram till den 23 mars att komma med ett nytt bidrag.
Singeln släpptes på Itunes den 6 maj 2012. Singeln innehåller även låtarna "Too Beautiful to Last" och "My Way". Låten debuterade på plats 64 på den brittiska singellistan och har nått plats 60 som högst.
Humperdinck gjorde sitt framträdande med låten i finalen den 26 maj. Där placerade han sig på plats 25 av 26 med 12 poäng. Med sig på scenen hade han  gitarristen James Bryan. Framträdandet koreograferades av Arlene Phillips.

## Versioner
1. "Love Will Set You Free" – 2:58[4]
2. "Love Will Set You Free" (karaokeversion) – 2:56[8]

## Listplaceringar
| Lista (2012)   | Topplacering |
| -------------- | ------------ |
| Storbritannien | 60           |